# フシギダネ
フシギダネ（英: Bulbasaur）は、『ポケットモンスター』シリーズに登場する架空の生物である、ポケットモンスター（以下、いずれも「ポケモン」）の一種である。にしだあつこによってデザインされ、ポケモンゲームシリーズの初代『ポケットモンスター 赤・緑』で「御三家ポケモン」として初めて登場した。それ以降、続編やスピンオフゲーム、関連商品、フランチャイズのアニメ作品や出版物に登場してきた。アニメシリーズ『ポケットモンスター』でも中心的なキャラクターとして登場し、初シーズンではサトシのメインポケモンの一匹であった。また、コミカライズ作品でも重要な役割を演じており、『ポケットモンスターSPECIAL』では主人公であるレッドの手持ちであった。フシギダネは一般に好意的に受け止められており、『赤・緑』時代から強い人気を得ている。アニメでのポジションがその人気の要因になったとも考えられている。

## 構想とデザイン
フシギダネは『ポケモン』シリーズに登場する、「ポケモン」の一種である。ゲームフリーク開発・任天堂発売の同シリーズは、1996年のゲームボーイ用ゲームである『ポケットモンスター 赤・緑』のリリースを嚆矢とする。同ゲームにおいては、プレイヤーはトレーナーとして架空の生物であるポケモンを捕まえ、育成する。プレイヤーはポケモンたちの特殊能力を使って他のポケモンとバトルするほか、より強いポケモンに「進化」させることもできる。それぞれのポケモンには1ないし2のタイプがあり、バトルの有利・不利を左右する。ゲームの目標は、ポケモンを捕まえたり、進化させたり、他のトレーナーと交換したりすることで、『ポケモン図鑑』に掲載されるすべてのポケモンを制覇することである。
「フシギダネ」は、「不思議」と「種」を組み合わせた命名である。アメリカ展開の際には、それぞれのポケモンには現地の児童が親しみやすいような英語名が与えられた。フシギダネは、その恐竜（dinosaur）のような見た目と、背中の大きな「種」（bulb）から、「Bulbasaur」と名付けられた。フシギダネはフシギソウ（英:Ivysaur）に、フシギソウはフシギバナ（英:Venusaur）に進化する。「Bulbasaur」「Ivysaur」「Venusaur」という英名とその見た目から、進化後のポケモンはより強力であることを示唆させるものである。
フシギダネはにしだあつこのデザインである。にしだは『赤・緑』のキャラクターデザインに携わり、フシギダネのデザインについては、最終進化形のフシギバナから逆算したものであると語っている。「Bulbasaur」という英語名は、フシギダネを恐竜になぞらえたものであるが、杉森建によれば、フシギダネとその進化形は、カエルをモデルとしたものである。『ポケモン』シリーズのプロデューサー・ディレクターである増田順一はフシギダネがモンスターと植物の掛け合わせであることを挙げて、「ポケモンらしいポケモン」と評した。フシギダネの声優は林原めぐみが、英語版アニメシリーズではタラ・サンズおよびミシェル・ノッツが担当している。

## 登場
フシギダネは1996年リリースの『赤・緑』の御三家ポケモンとして、初めて登場した。フシギダネはポケモン図鑑における最初のポケモンである。プレイヤーはゲームの冒頭でヒトカゲ・ゼニガメをふくめた3種から、最初の手持ちポケモンを選ぶことができる。『ポケモン図鑑』の解説によれば、フシギダネは生まれたときから背中に植物の種があり、少しづつ大きく育つ。種は太陽の光を浴びることで育つ。背中の種に栄養があるため、何日も何も食べずに過ごすことができる。
『赤・緑』の御三家は『ピカチュウ』ではピカチュウに取って代わられ、他の場所で入手できるようになっていた。『X・Y』においては、プラターヌ博士がプレイヤーに渡すポケモンは、同ゲームの御三家であるハリマロン・フォッコ・ケロマツの3匹ではなく『赤・緑』の御三家である。また、この3匹の最終進化形であるフシギバナ・リザードン・カメックスは、メガシンカする。この構想は、『X・Y』の開発開始後およそ1年半が経ったころ生まれた。フシギダネは『ポケモン』シリーズの主要作品すべてに登場してきたが、『ソード・シールド』では登場せず、同ゲームの追加コンテンツ「鎧の孤島」で利用できるようになった。同様に、『スカーレット・バイオレット』でも追加コンテンツ「ゼロの秘宝」が配信されるまでフシギダネは利用できなかった。
また、フシギダネは『ポケモンスタジアム』や『ポケモン不思議のダンジョン』シリーズといったスピンオフ作品にも登場し、『ポケモン不思議のダンジョン 救助隊DX』では性格診断クイズでプレイヤーがフシギダネに割り当てられることもある。『ポケモンスナップ』や『New ポケモンスナップ』ではフシギダネと写真を撮ることができる。2016年配信の『Pokémon GO』および、2021年発売の『Pokémon UNITE』ではプレイアブルポケモンであるフシギバナの進化前形態として登場する。『ポケモン』シリーズ以外においても、『大乱闘スマッシュブラザーズシリーズ』ではフィギュアとして登場した。『スーパーマリオメーカー』では「キャラマリオ」にフシギダネが追加されている。
ポケモンアニメではシリーズの主人公サトシなど、主要なキャラクターがフシギダネを所有していた。第2シリーズ『ポケットモンスター アドバンスジェネレーション』ではハルカがフシギダネを捕まえる。ハルカの後のゲスト出演で、この捕まえたフシギダネがフシギバナに進化していたことが明かされた。『赤・緑』のプロットに基づいた『ポケットモンスターSPECIAL』では主人公のレッドがオーキド博士からフシギダネを受け取る。映画『名探偵ピカチュウ』ではフシギダネが群れとなって登場した。この映画の制作では、フシギダネの頭でっかちな動きを理解するためにブルドッグを使用し、フシギダネの3Dパペットを作るためにロンドンの操り人形師が雇われた。表情や細かい質感の表現にはCGIが使用された。

## プロモーションと受容

### プロモーション

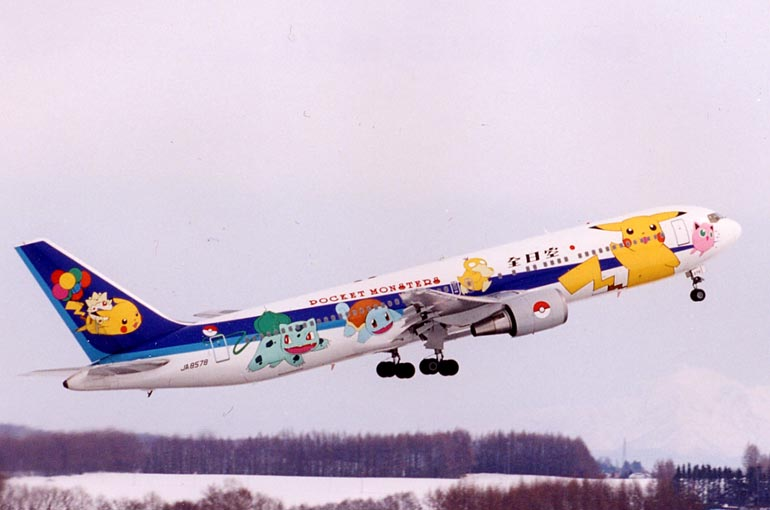
ボーイング767にデザインされたフシギダネ。1999年。

玩具やぬいぐるみなどが展開されている。アメリカのハズブロがアクションフィギュア、日本のタカラトミーはビニル製の人形やモデルキットなどを発売した。マクドナルドやバーガーキングといったファストフードチェーンでも玩具が展開された。
フシギダネは全日本空輸による様々なポケモンジェットのラッピングに登場している。日本ではまた、2020年8月に東京都町田市にフシギダネがデザインされた「ポケふた」が登場した。2021年には、セイコーがフシギダネとその「進化」形態（フシギソウ、フシギバナ）をデザインした限定版高級腕時計を製作した。南太平洋の島国ニウエは裏面にフシギダネがデザインされた1クラウンの法定通貨価値の記念硬貨を発行した。2014年のFIFAワールドカップでは、日本代表のマスコットに、フシギダネが11種のポケモンのうちの1匹として選ばれた。

### 受容

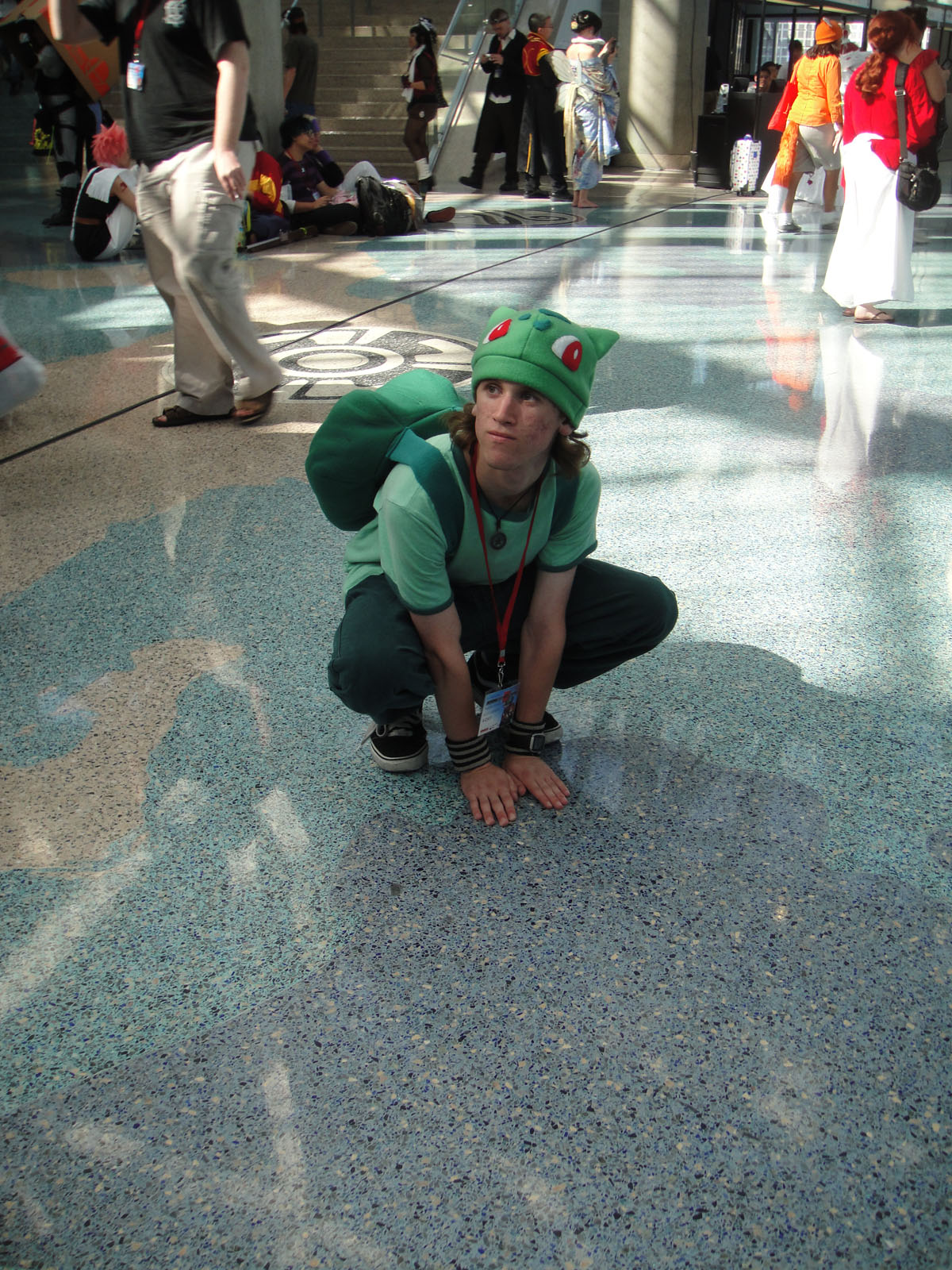
2010年7月にアメリカカリフォルニア州のロサンゼルスで行われたアニメ・エキスポでフシギダネのコスプレをする男性。

フシギダネはヒトカゲやゼニガメよりかは人気が薄いと指摘されてきた。Nerdistはこれを、日本国外での『赤・緑』リリースの際、箱絵からフシギバナが省かれたためシリーズ初期に注目が少なかったからであると説明している。あるツイッターユーザーは、フシギダネへの支持を集めるため「BulbaGanda」というアカウントを作り、かなりの人気を得ていた。  
フシギダネはIGNや『Official Nintendo Magazine』といった出版物から賞賛の言葉を受けた。ビデオゲームウェブサイト『Polygon』のクリス・プラントはフシギダネを「ベストポケモン」と呼んだ。プラントは、フシギダネは進化にともない、「大きくなり、年を取り、かわいかった外見も革めいてごつごつしてくる」この進化形態は現実的であるとも評した。他の『Polygon』のライターはそれだけでなく、可愛さを保ちながらデザイン要素のよいバランスが取れていると強調した。さらに別のライターは人々の年齢がフシギダネへの受け止めに影響を与えるようだと指摘し、若年層は弱々しく、より年を取った人は可愛くて魅力的な生き物だととらえる傾向があるという。また、フシギダネは『ITmedia』が行った日本のポケモンファンの間での人気投票で、御三家ポケモンの中で3位にランクインした。『ITmedia』はフシギダネの人気がアニメからきているとし、特にサトシのフシギダネはピカチュウを除いてサトシと最も長い期間一緒にいたポケモンであり、その期間が4年半に及んだことを挙げた。